# A házi tücsök (opera)
A házi tücsök Goldmark Károly harmadik operája, amelynek ősbemutatója korábbi operáihoz hasonlóan Bécsben zajlott le 1896-ban. A magyarországi bemutatót még ez év október 4-én megtartották. Ez a szelíd meseopera másságával lepte meg a közönséget. A nagy, monumentális nagy opera, a Sába királynője és a hatalmas zenei eposz igényével papírra vetett Merlin után Goldmark eljutott a letisztult, egyszerű dallamokig, a tragikus hangvételtől a meseszerűig.

## Az opera szereplői és helyszínei
| Szereplő                                        | Hangfekvés   |
| ----------------------------------------------- | ------------ |
| John Peerbingle, postamester, akié a házitücsök | bariton      |
| Dot, a felesége                                 | szoprán      |
| May Fielding, varrólány Tackleton gyárában      | szoprán      |
| Plummer Edward, tengerész                       | tenor        |
| A tücsök                                        | szoprán      |
| Sába királynője                                 | mezzoszoprán |

- Énekkar: parasztok, tündérek
- Történik: egy angol faluban, a XIX. század elején

## Az opera cselekménye

### I. szakasz
Az opera prológussal kezdődik: a postamester házában láthatatlan tündér kórus énekel. Az énekre a tücsök ciripelése felel. Dot a tücsköt utánozza, aztán megállapítja, hogy May, akit vendégségbe vár késik. De hát ezen nincs mit csodálkozni, hiszen a lánynak holnap lesz az esküvője. Azonban a vőlegényről, Edwardról már hét éve nincs híre. Dot friss levest küld May gyámapjának. Ezután postakürt hangja hallatszik, majd színre lép John postamester. Edward már régen visszatér és betoppant a házaspárhoz, akik nem veszik észre. Amikor egyedül marad a színpadon rövid áriát énekel virágos, szép hazája dicséretét zengve. Visszatér John és Dot és nem akarják megismerni a látszólag megöregedett Edwardot. Nemsokára betoppan a falu apraja-nagyja és vidám éneklésbe kezdenek. John megelégeli egy idő múlva a dolgot és kitessékeli őket. Ezután a tücsök elő bújik rejtekéből és egy bokorba rejtőzik a zaj elől.

### II. szakasz
John kertjében üldögélve pipázik. Dot közben asztalt terít, a féltékenységről kezdenek beszélgetni. Ezután színre lép May és Tackleton. Tackleton hevesen udvarol a fiatal lánynak. Közben Edward is megjelenik öreggé maszkírozva. Tackleton érdeklődik: honnan jött, mikor érkezett? Edward válasza: a kincs űzte a világon keresztül, de most hazajött megpihenni. Edward kincsekkel megtöltött bőrzacskót mutatott a gyárosnak. May nem figyel oda, de Dot felvesz az ékszereket és táncot jár velük. Dot előtt Edward felfedi kilétét, közben Maryt nézi, aki aggódik a holnapi esküvő miatt. John féltékeny Dotra, Tackleton Mayről énekel, majd meghívja Johnt egy sörre. May elköszön, Edward kéri Dotot, hogy ne árulja őt el addig, amíg nem lát tisztán Mary érzelmeivel kapcsolatban. Dot megígéri, hogy hallgat, majd mikor észreveszi, hogy John és Tackleton nézi őket, Edwarddal megjátssza a szerelmest. Ezután következik John féltékenységi monológja. A tücsök felvilágosítja Johnt, hogy téved és elé varázsolja a tündérvilágot. Az álomszerű jelenetből John megtudja, hogy apa lesz.

### III. szakasz
Dot segít Maynek felöltenie menyasszonyi ruháját. Ezután Edward lép színre és matrózdalt énekel. Maynek tetszik a dal, de nem látja, ki énekli. Edward letépi álszakállát, leveszi parókáját és szerelemmel közeledik May-hez. A lánnyal szerelmi kettőst énekelnek. Edward ígéretet tesz arra, hogy legényeivel úgy megtáncoltatja Tackletont, hogy nem bír majd lábra állni, nemhogy udvarolni. Ezután a tücsök mindent rendbe hoz. John kibékül a feleségével, May egybe kell Edwarddal, Tackletont Edward emberi jól rászedik, a falu kineveti és kigúnyolja. Szép kórusjelenet zárja az operát.

## Az opera zenéje

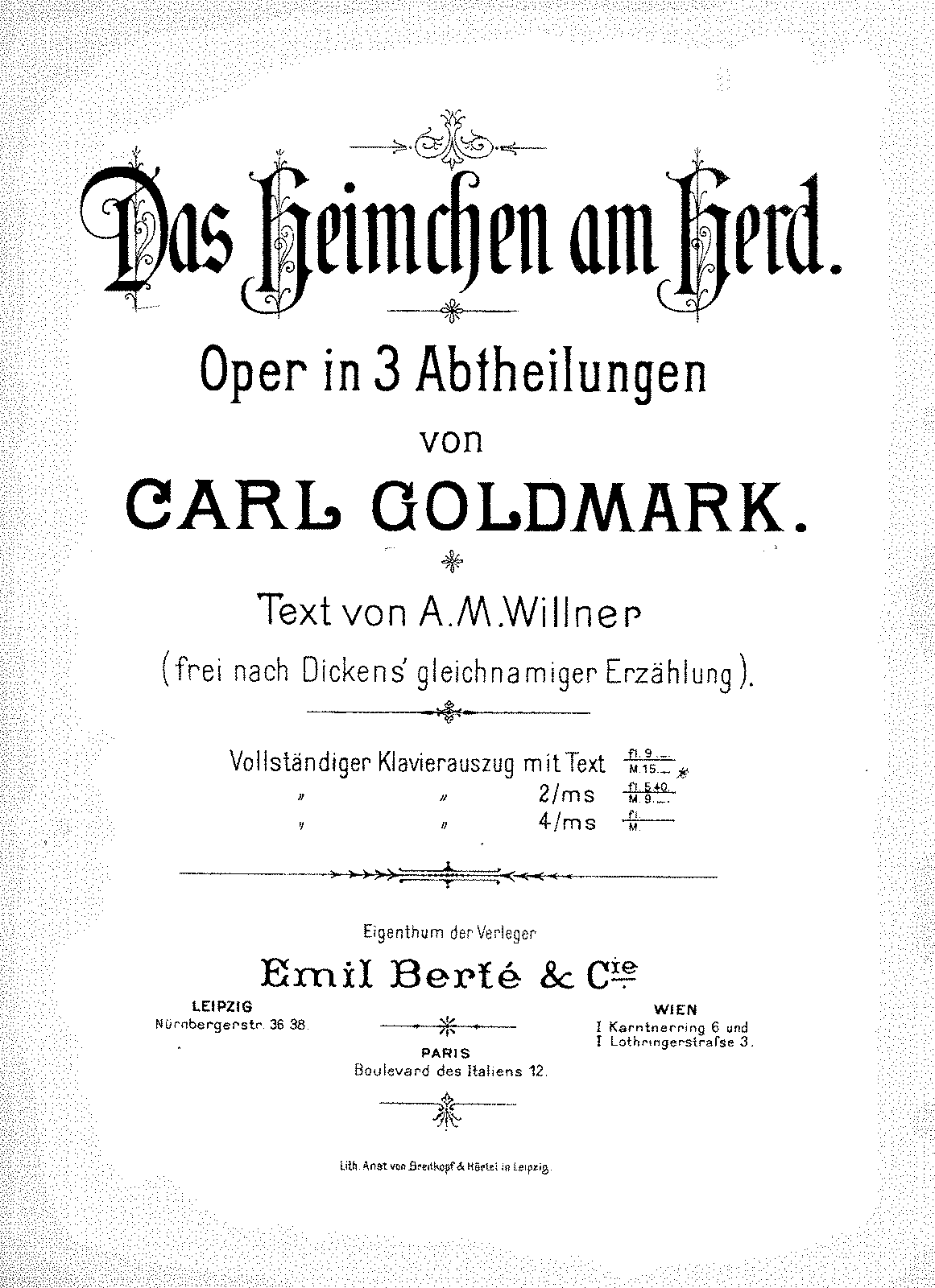
Az első kiadás címlapja

A librettót Charles Dickens elbeszélése alapján A. W. Willner készítette. Dickens kisregénye jó példája a múlt századi polgári idillnek: végül minden jóra fordul, a konfliktus nem is fenyeget igazi veszéllyel. Ha a darab zenéjét vizsgáljuk, akkor az öreg Verdi jut eszünkbe, aki az Aidától eljutott a Falstaffig, ami gyökeresen más zene, mint korábbi színpadi művei. Goldmarkra is igaz, hogy a nagy pátosz és a szenvedélyes hangvétel jellemezte nemcsak az operáit, de a zenekari műveit is. Ezért olyan váratlan és meglepő A házi tücsök kompozíciója. Persze Goldmark meseoperájának zenei értékeit nem lehet összemérni Verdi időskori remekművével. A Falstaff ugyanis magasan veri a korabeli vígoperákat esztétikai színvonala és zenei megformáltsága tekintetében.
A házi tücsök műfajilag a meseoperák közé tartozik, közel áll a tizenkilencedik századi német vígoperák és daljátékok világához. A kompozíción érződik Lortzing és Nicolai hatása. A zene jellemzői: szimmetrikus formák, dalstílus, strófikus szerkezetek, túlnyomó részt népdalszerű hangvétel, szinte a prózai beszédhez közelítő recitativók. A partitúrában ezenkívül könnyen felfedezhetjük a goldmarki trillákat, a fantasztikum kihasználását, vagyis Goldmark korábbi stílusának jellemzőit is, de mindezek ellenére ez a darab teljes szakítás a wagneri koncepcióval, igaz, csak ennek az egy műnek az erejéig. A házi tücsök megfelel a korszak követelményeinek, ízlésben és hangulatban egyaránt. A darab az idillikus, polgári darabok közé tartozik. Wagner halála után két irányzat indult el a hatalmas zenedrámai stílus ellen: a naturalista verizmus és az idilli vígopera és daljáték. Goldmark harmadik operája ez utóbbiak közé tartozik, ennek az irányzatnak egyik kiemelkedő eredménye.
A szólamok énekszerűek, dallamosak, és az ének és a színpadi játék szempontjából is hatásosak. A zenekari és kórus tételek a korábbiakhoz hasonlóan Goldmark magasrendű zenekari és kórus technikai tudását dicsérik. A második felvonás erősen hajlik a líra felé, de az alapvető hangulat a humor. John postamester féltékenységi áriája lenne az opera legdrámaibb jelenete, de ha ebben az esetben a zeneszerző használt is olyan stílusjegyeket, amelyek kiütköznek a korábbiakhoz képest, azért a komikumba forduló befejezés érezteti, hogy nem kell komolyabb vennünk. Aztán a harmadik felvonás a darab zenei csúcspontja: valamennyi számából árad a humor és a dallamosság. May és Edward szerelmi kettőse Goldmark szerelmi kettőseiből oly jól ismert szenvedélyesség idillivé alakult hangja. A Tackleton jelenetben emelkedik darab a legmagasabb zenei színvonalra. A népies táncok és kórus részletek egymást követik, miközben a tempó egyre fokozódik. Összességében elmondható, hogy A házitücsökben megütött könnyed, népies, tréfás hangvétel, egyébként háttérbe szorulva van jelen a goldmarki életműben. Egyedül a Falusi lakodalomban jelentkezik még hasonló színvonalon.